# Limoneta
Limoneta es un género de arañas araneomorfas de la familia Linyphiidae. Se encuentra en África subsahariana. 

## Lista de especies
Según The World Spider Catalog 12.0:
- Limoneta graminicola Bosmans & Jocqué, 1983
- Limoneta sirimoni (Bosmans, 1979)